# Arbolí
Arbolí är en kommun i Spanien.   Den ligger i provinsen Província de Tarragona och regionen Katalonien, i den östra delen av landet, 400 km öster om huvudstaden Madrid. Antalet invånare är 113. Arean är 20,8 kvadratkilometer. Arbolí gränsar till Alforja, Cornudella de Montsant, La Febró och Vilaplana. 
Terrängen i Arbolí är huvudsakligen kuperad.